# «Vaixell de guerra rus, que et fotin»

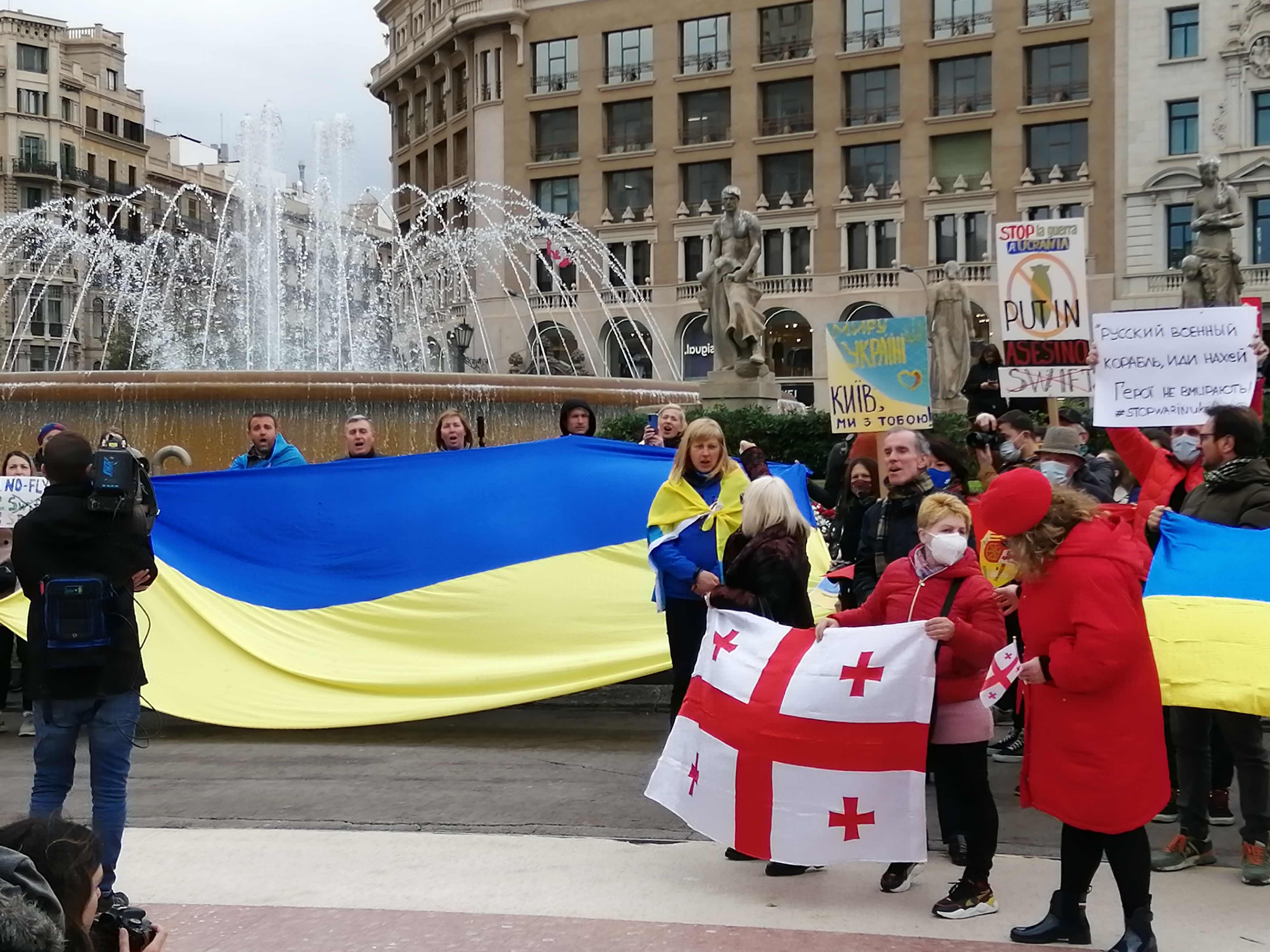
La frase en un cartell (el primer per la dreta) en una manifestació contra la invasió russa d'Ucraïna organitzada a Barcelona

«Que et fotin» (originalment en rus: Иди на хуй, Idí na khui; literalment 'Ves-te'n a la cigala') o «Vaixell de guerra rus, que et fotin» (rus: Русский военный корабль, иди на хуй, Russki voienni korabl, idí na khui), de vegades traduït com a «Ves a la merda», és una frase pronunciada per Roman Hríbov, un dels defensors ucraïnesos de l'Illa de les Serps, que rebé una gran cobertura mediàtica durant la invasió russa d'Ucraïna del 2022.
El 24 de febrer, el vaixell de guerra rus Moskvà establí contacte via ràdio amb la guarnició ucraïnesa de l'illa, petita però de gran importància estratègica en la defensa de les aigües territorials ucraïneses, exigint-ne la rendició immediata sota amenaça d'obrir foc. La resposta dels agents de frontera ucraïnesos fou: «Vaixell de guerra rus, que et fotin». La nau russa bombardejà l'illa i, segons els primers informes, matà els tretze ucraïnesos que la custodiaven, tot i que uns dies més tard es feu públic que havien estat capturats. Abans que se sapigués que havien sobreviscut, el president d'Ucraïna, Volodímir Zelenski, anuncià que els concediria la condecoració d'Heroi d'Ucraïna a títol pòstum.
El 24 de març, diversos agents de frontera de l'Illa de les Serps, entre els quals hi havia Hríbov, tornaren a Ucraïna en el marc d'un intercanvi de presoners. Uns dies després, Hríbov arribà a la seva regió natal de Txerkassi i fou condecorat per les seves accions.
La frase corregué com una reguera de pólvora per Ucraïna i ha estat comparada amb el Remember El Alamo! de la guerra de la independència de Texas.